# Aloe parvicapsula
Aloe parvicapsula är en grästrädsväxtart som beskrevs av John Jacob Lavranos och Collen. Aloe parvicapsula ingår i släktet Aloe och familjen grästrädsväxter. Inga underarter finns listade i Catalogue of Life.